# صلیب شمالی (صورتواره)

صلیب شمالی، با رنگ سبز پررنگ نشان داده شده‌است

صلیب شمالی یک صورتواره در نیمکره شمالی کره آسمان است که در صورت فلکی ماکیان (قو) قرار دارد. این صورتواره بسیار بزرگتر از صلیب جنوبی است و از درخشان‌ترین ستارگان ماکیان شامل: دنب، صدر الدجاجه، جناح، دلتا ماکیان و منقار ماکیان تشکیل شده‌است. «سر» صلیب را ستاره دنب تشکیل می‌دهد که از صورتواره مثلث تابستانی نیز می‌باشد.
همانند مثلث تابستانی، صلیب شمالی نشانگر فصل‌های مختلف سال است. در عرض‌های جغرافیایی میانه نیمکره شمالی، نزدیک نیمه شب در طول فصل تابستان، صلیب شمالی تقریباً در سرسو (سمت‌الرأس) قرار دارد. همچنین می‌توان آن را در طول بهار در اوایل صبح به سمت شرق مشاهده کرد. در پاییز تا ماه آبان صلیب هنگام غروب آفتاب در غرب قابل مشاهده می‌باشد. این صورتواره در عرض‌های جغرافیایی ۴۵ درجه یا بیشتر هرگز غروب نمی‌کند و همواره قابل مشاهده است. در نیمکره جنوبی در فصل زمستان به صورت وارونه و در پایین آسمان (نزدیکی افق) در آسمان ظاهر می‌شود.

## ستاره‌های صلیب شمالی
| نام          | نامگذاری بایر | قدر ظاهری | درخشندگی (برحسب درخشندگی خورشید) | رده طیفی      | فاصله (سال نوری) |
| ------------ | ------------- | --------- | -------------------------------- | ------------- | ---------------- |
| دنب          | α Cygni       | ۱٫۲۵      | ۲۰۰٬۰۰۰                          | A2            | ۲۶۱۵ ± ۲۱۵       |
| جناح         | ε Cygni       | ۲٫۴۸      | ۵۲                               | K0III-IV      | ۷۲               |
| دلتا ماکیان  | δ Cygni       | ۲٫۸۷      | ۷۶                               | B9 III + F1 V | ۱۷۰              |
| صدرالدجاجه   | γ Cygni       | ۲٫۲۳      | ۳۳٬۰۰۰                           | F8 Iab        | ۱۶۰۰             |
| منقار ماکیان | β Cygni       | ۳         | ۱٬۲۰۰                            | K2II          | ۴۳۰              |